# Juliusz Sieradzki
Juliusz Sieradzki ps. Rebe (ur. 23 lutego 1912 we Lwowie, zm. 30 listopada 1999 w Sopocie) – polski żeglarz, olimpijczyk, konstruktor jachtów, nauczyciel żeglarstwa. Twórca narodowej klasy jachtów Omega.

## Życiorys
Studiował na Politechnice Warszawskiej. Żeglarstwo zaczął uprawiać na Wiśle w warszawskim AZS-ie, w załodze Adama Wolffa. Żeglował już wówczas samotnie i startował w regatach. Zbudował własnoręcznie jacht Kreska. Był olimpijczykiem w 1936 w Kilonii, na jachcie Danuta w klasie 6 metrów.
Skonstruował jacht Omega (1942) oraz Junak, Obieżyświat, katamarany kabinowe Ekspresik i Ekspresino. Po 1945 przeniósł się do Sopotu, gdzie mieszkał przy ulicy Wybickiego. Był członkiem Jachtklubu Gryf w Gdyni, a 17 czerwca 1957 został jachtowym kapitanem żeglugi wielkiej. Od 2 maja 1995 był Członkiem Honorowym PZŻ.
Został pochowany na cmentarzu katolickim w Sopocie (kwatera G2-4-10).
12 listopada 2014 r. odsłonięto jego tablicę w Alei Żeglarstwa polskiego w Gdyni. 
Osiągnięcia sportowe:

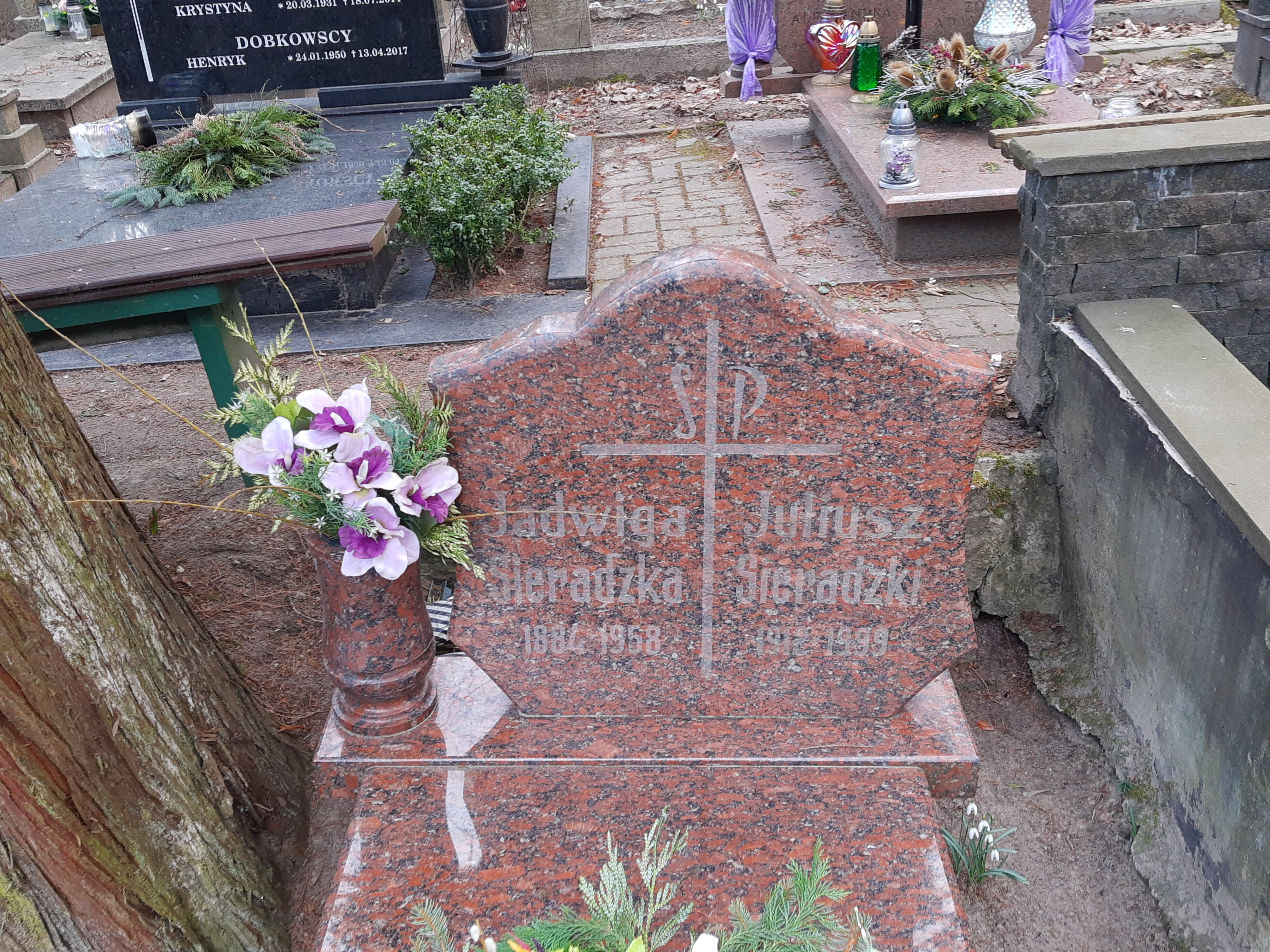
Grób Juliusza Sieradzkiego na cmentarzu katolickim w Sopocie

- 1936 – 11. miejsce na XI Igrzyskach Olimpijskich w kl. R-6
- 1952 – mistrz Polski w kl. H
- 1953 – mistrz Polski w kl. H
- 1953 – mistrz Polski w kl. Finn (pierwszy złoty medalista MP)
- 1954 – Tytuł Mistrza Sportu
- 1955 – mistrz Polski w kl. bojerowej monotyp